# Encontrados
Encontrados é uma cidade venezuelana, capital do município de Catatumbo.